# شهرستان بنوا (آیداهو)
شهرستان بنوا، آیداهو (به انگلیسی: Benewah County, Idaho) یک سکونتگاه مسکونی در ایالات متحده آمریکا است که در آیداهو واقع شده‌است.

## خصوصیات
شهرستان بنوا ۲٬۰۳۰٫۵۶ کیلومترمربع مساحت دارد.

## نگارخانه

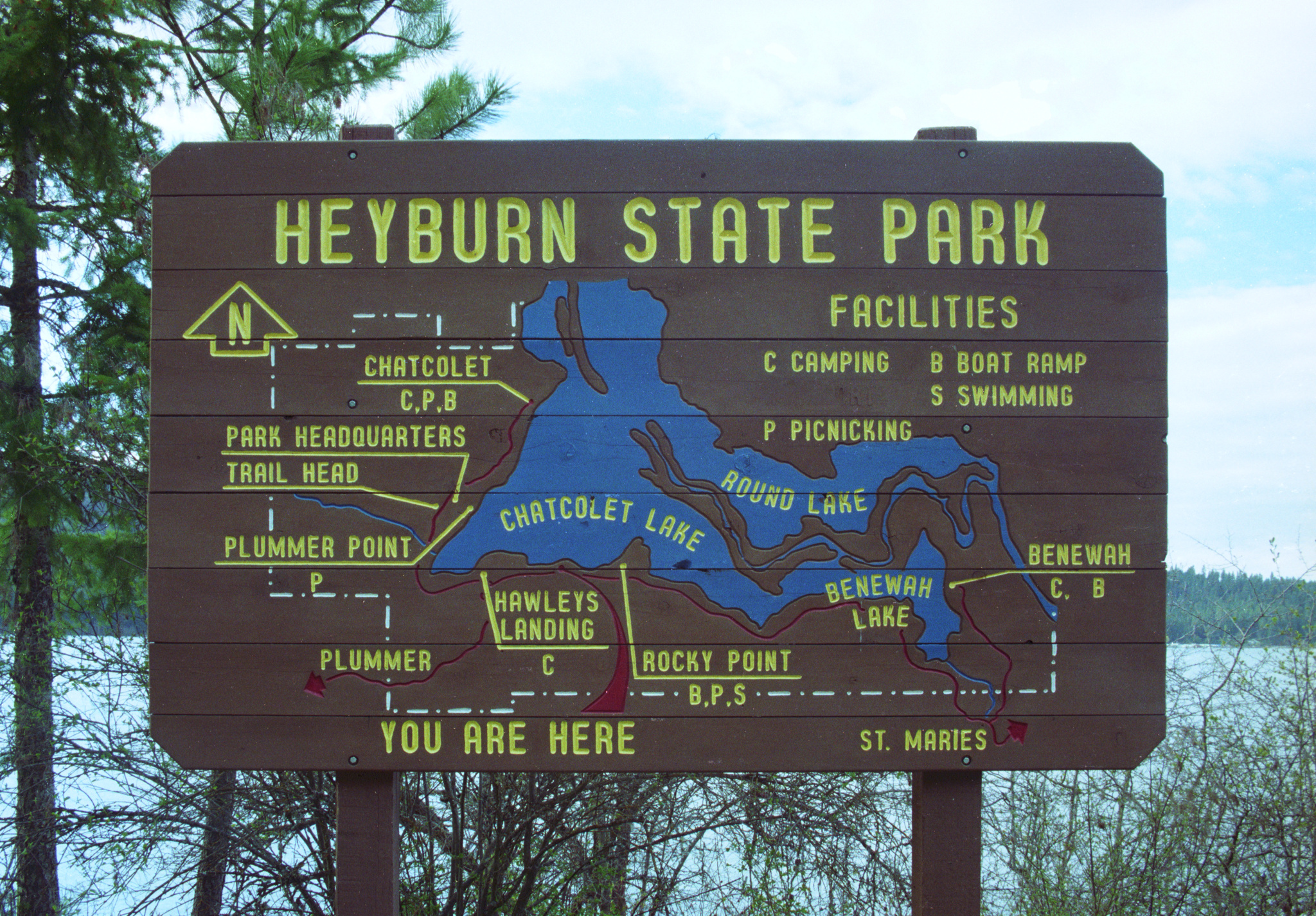
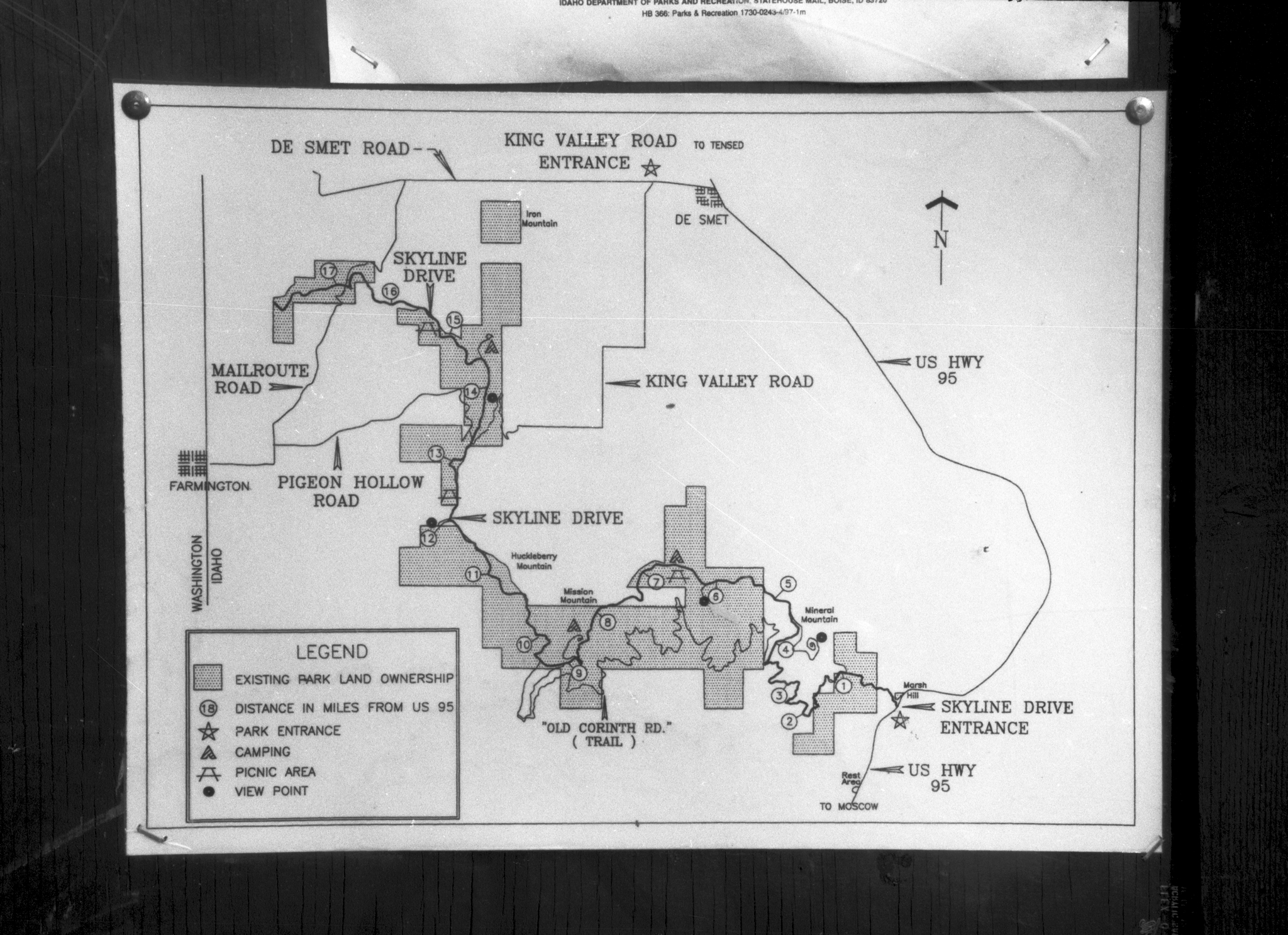